# Опет си побиједила
Опет си побиједила је једанаести студијски албум хрватског поп певача Тонија Цетинског издат 4. октобра 2012. године за издавачку кућу Акваријус рекордс у Хрватској и за издавачку кућу Сити Рекордс у Србији. Албум се састоји из 14 песама. Са албума су уследили синглови као што су: Опет си побиједила, Крив, Збогом одлазим.